# Кодекс Гигас
Кодекс Гигас (на латински: Codex Gigas, „Огромна книга“) е най-големият средновековен ръкопис, съхранен до наши дни. Създаден е през 13 в. в един бенедиктински манастир в Чехия, а днес се съхранява в Националната библиотека в Стокхолм. Ръкописът е толкова голям, че са необходими двама души, за да бъде повдигнат. Кодекс Гигас е известен още и като Дяволската библия, заради голямото изображение на дявол, нарисувано на една от страниците, и заради легендата около неговото създаване.
Със своите 92 см. дължина, 50 см. ширина, 22 см. дебелина и тегло от 74,8 кг. Кодекс Гигас е най-големият известен средновековен ръкопис. Книгата е съдържала 320 пергаментни листа, 11 от които са откъснати, причината за което вероятно е било съдържанието на липсващите страници. Кодексът е с дървена корица с подвързия от кожа с метални орнаменти. Теглото на кодекса е близо 75 килограма. За изработката му е била използвана телешка кожа от 160 животни.
Кодекс Гигас е създаден в Бенедектинския манастир в Подлажице, близо до чешкия град Хрудим. За първи път за Кодекс Гигас се споменава през 1229 г. По-късно е предаден на Цистерцианския манастир в Седлец, който го продава на Бенедектинския манастир в Бржевнов. В периода 1477 – 1593 Дяволската библия се съхранява в библиотеката на манастира в Броумов, а през 1594 г. е отнесен в Прага като част от колекцията на император Рудолф II.
В края на Тридесетгодишната война, през 1648 г., колекцията на Рудолф II е открадната от шведски войници и е отнесена в Швеция като военна плячка. През 1649 г. ръкописът попада в Кралската библиотека в Стокхолм, където се съхранява и до днес. През 2007 г. след повече от 300 години Кодекс Гигас отново е върнат в Прага, където в продължение на една година е изложен в Чешката национална библиотека.

## Легендата
Според легендата Кодекс Гигас е дело на монах, който нарушил монашеската си клетва, за което бил осъден да бъде зазидан жив в стените на манастира. За да избегне наказанието, монахът се зарекъл, че само за една нощ ще създаде книга, която ще съдържа цялото човешко познание. Към полунощ монахът осъзнал, че не ще може да изпълни обещанието си, поради което продал душата си на Дявола, който завършил ръкописа вместо него. В знак на благодарност монахът изрисувал Дявола на една от страниците на кодекса.
Въпреки тази легенда Кодекс Гигас не е унищожен от Инквизицията и дори е бил използван от множество схоластици.